# Ralph Solecki
Ralph Stefan Solecki (Nova York, 15 de outubro de 1917 - Livingston, 20 de março de 2019) foi um arqueólogo estadunidense. Sua contribuição e pesquisa foi essencial para se compreender de forma mais ampla o comportamento do gênero Homo Neaderthalensis.
Solecki nasceu no Brooklyn, Nova Iorque, em outubro de 1917, filho de imigrantes poloneses – Mary (nascida Tarnowska), dona de casa, e Casimir, vendedor de seguros. De 1959 a 1988, foi membro do corpo docente da Universidade de Columbia. Suas escavações mais conhecidas foram no sítio neandertal na caverna de Xanidar, na região do Curdistão no Iraque. Suas publicações incluem os primeiros trabalhos sobre fotografia aérea e fotointerpretação, bem como dois volumes sobre Xanidar (1971, 1972). Foi professor de antropologia na Universidade Columbia entre os anos de 1959 e 1988, e sua maior contribuição diz respeito a estudos feitos em Xanidar, no Curdistão iraquiano, na década de 1950, quando descobriu os restos mortais de 10 homens, mulheres e crianças neandertais na caverna. Além de desenvolver trabalho de campo em sítios arqueológicos em Long Island.
Solecki foi casado com a arqueóloga Rose Solecki, e são filhos do casal o geógrafo William Solecki e o funcionário da ACNUR John Solecki.
Ele morreu em 20 de março de 2019.